# Паризьен, Джули
Джули Мадлен Жозефин Паризьен (англ. Julie Madelein Josephine Parisien; род. 2 августа 1971, Монреаль) — американская горнолыжница канадского происхождения, выступавшая в скоростном спуске, слаломе, гигантском слаломе, супергиганте и комбинации. Представляла сборную США по горнолыжному спорту на всём протяжении 1990-х годов, серебряная призёрка чемпионата мира, победительница трёх этапов Кубка мира, участница трёх зимних Олимпийских игр.

## Биография
Джули Паризьен родилась 2 августа 1971 года в Монреале, Канада. Её отец — канадец, хирург-ортопед, а мать приехала из Австралии. Девочке ещё не было и года, когда её семья эмигрировала в США, поселившись в городе Оберн, штат Мэн, недалеко от популярного горнолыжного курорта Лост-Вэлли. Джули впервые встала на лыжи в возрасте двух лет, тренировалась вместе со старшими братьями Жан-Полом и Робом, а также с младшей сестрой Энн-Лиз.
В 1988 году вошла в состав американской национальной сборной и выступила на чемпионате мира среди юниоров в Италии, где заняла 32 место в скоростном спуске и 16 место в супергиганте. Год спустя на домашнем юниорском мировом первенстве завоевала бронзовую медаль в программе супергиганта, тогда как в итоговом протоколе скоростного спуска расположилась на 34 строке. Ещё через год на аналогичных соревнованиях в Швейцарии финишировала четвёртой в гигантском слаломе.
Начиная с сезона 1990/91 выступала уже на взрослом уровне, дебютировала в Кубке мира, в частности уже в дебютном сезоне выиграла гигантский слалом на домашнем этапе в Уотервилл-Вэлли.
Благодаря череде удачных выступлений удостоилась права защищать честь страны на зимних Олимпийских играх 1992 года в Альбервиле. В слаломе лидировала после первой попытки, но вторую попытку закончила на восьмой позиции и в конечном счёте осталась четвёртой — до бронзовой медали ей не хватило всего 0,05 секунды. В гигантском слаломе финишировала пятой, в то время как в супергиганте была дисквалифицирована и не показала никакого результата.
После альбервильской Олимпиады Паризьен осталась в главной горнолыжной команде США и продолжила принимать участие в крупнейших международных соревнованиях. Так, в 1993 году она побывала на чемпионате мира в Мориоке, откуда привезла награду серебряного достоинства, выигранную в слаломе — пропустила вперёд только австрийку Карин Будер. Также заняла здесь 17 место в гигантском слаломе и 25 место в супергиганте.
Находясь в числе лидеров американской национальной сборной, благополучно прошла отбор на Олимпийские игры 1994 года в Лиллехаммере — стартовала в слаломе и комбинации, но в обеих дисциплинах была дисквалифицирована. Спустя некоторое время после этой Олимпиады приняла решение покинуть американскую сборную и в течение нескольких лет выступала как профессионалка на коммерческих стартах в Северной Америке.
В 1998 году Джули Паризьен вернулась в национальную сборную ради участия в Олимпийских играх в Нагано — на сей раз она стала тринадцатой в слаломе и заняла 28 место в программе гигантского слалома.
Впоследствии оставалась действующей спортсменкой вплоть до 1999 года. В течение своей спортивной карьеры Паризьен в общей сложности четыре раза поднималась на подиум этапов Кубка мира, в том числе три этапа выиграла. Ей так и не удалось завоевать Хрустальный глобус, но в одном из сезонов она была в слаломе седьмой. Наивысшая позиция в общем зачёте всех дисциплин — 15 место.
За выдающиеся спортивные достижения в 2001 году была введена в Зал славы спорта штата Мэн. С 2006 года — член Национального зала славы лыжного спорта.